# Кантрисајд (Илиноис)
Кантрисајд (енгл. Countryside) град је у америчкој савезној држави Илиноис. По попису становништва из 2010. у њему је живело 5.895 становника.

## Демографија
Према попису становништва из 2010. у граду је живело 5.895 становника, што је 96 (1,6%) становника мање него 2000. године.
| Група             | 2000.         | 2010.         |
| Белци             | 5.285 (88,2%) | 4.608 (78,2%) |
| Афроамериканци    | 129 (2,2%)    | 185 (3,1%)    |
| Азијати           | 93 (1,6%)     | 94 (1,6%)     |
| Хиспаноамериканци | 410 (6,8%)    | 966 (16,4%)   |
| Укупно            | 5.991         | 5.895         |